# Felix Ivanovič Čujev
Felix Ivanovič Čujev (rusky Фе́ликс Ива́нович Чу́ев; 4. dubna 1941 – 2. dubna 1999) byl sovětský básník, novinář a spisovatel. Pocházel z rodiny letce a tematika letectví se často objevuje v jeho textech. Mnohé jeho básně byly zhudebněny, například Eugenem Dogou nebo Vladimirem Jakovlevičem Šainskim.